# 금산인삼첼로 사이클팀
금산인삼첼로 사이클팀은 대한민국 충청남도 금산군을 연고로 하는 사이클단이다. 2000년에 금산군청 사이클팀이라는 명칭으로 창단된 뒤 2012년에 현재의 명칭으로 변경했다.